# لاری بیکر
 لاری بیکر (انگلیسی: Laurie Baker؛ ۲ مارس ۱۹۱۷ – ۱ آوریل ۲۰۰۷) یک بهیار و معمار اهل بریتانیا بود.